# Kyštym (město)
Kyštym (rusky Кыштым) je město v Ruské federaci. Žije zde 36 045 obyvatel (2021), je to čtvrté nejlidnatější město v Čeljabinské oblasti.
Podle města je pojmenována Kyštymská katastrofa, jaderná havárie, ke které došlo v roce 1957, protože jak technický kombinát Majak, kde k havárii došlo, tak uzavřené město Ozjorsk, které je mu nejblíž, byly v té době utajované a nebyly ani na mapách.

## Poloha
Kyštym leží v oblasti Jižního Uralu na stejnojmenné řece. Je vzdálen přibližně devadesát kilometrů severozápadně od Čeljabinska, správního střediska oblasti. Uzavřené město Ozjorsk leží od Kyštymu přibližně patnáct kilometrů severovýchodně a jaderné středisko Majak přibližně třicet kilometrů východně.

## Dějiny
Kyštym vznikl v roce 1757 při založení železárny a pojmenován byl podle řeky, jejíž jméno je turkického původu. 
Od roku 1934 je Kyštym městem.
V roce 1957 došlo v nedalekém jaderném středisku Majak k havárii, která je známa jako Kyštymská katastrofa.

## Partnerská města
- Jevpatorija, Rusko (2015)

## Rodáci
- Nikolaj Vasiljevič Puzanov (1938–2008), biatlonista